# انریکه گومس کاریو

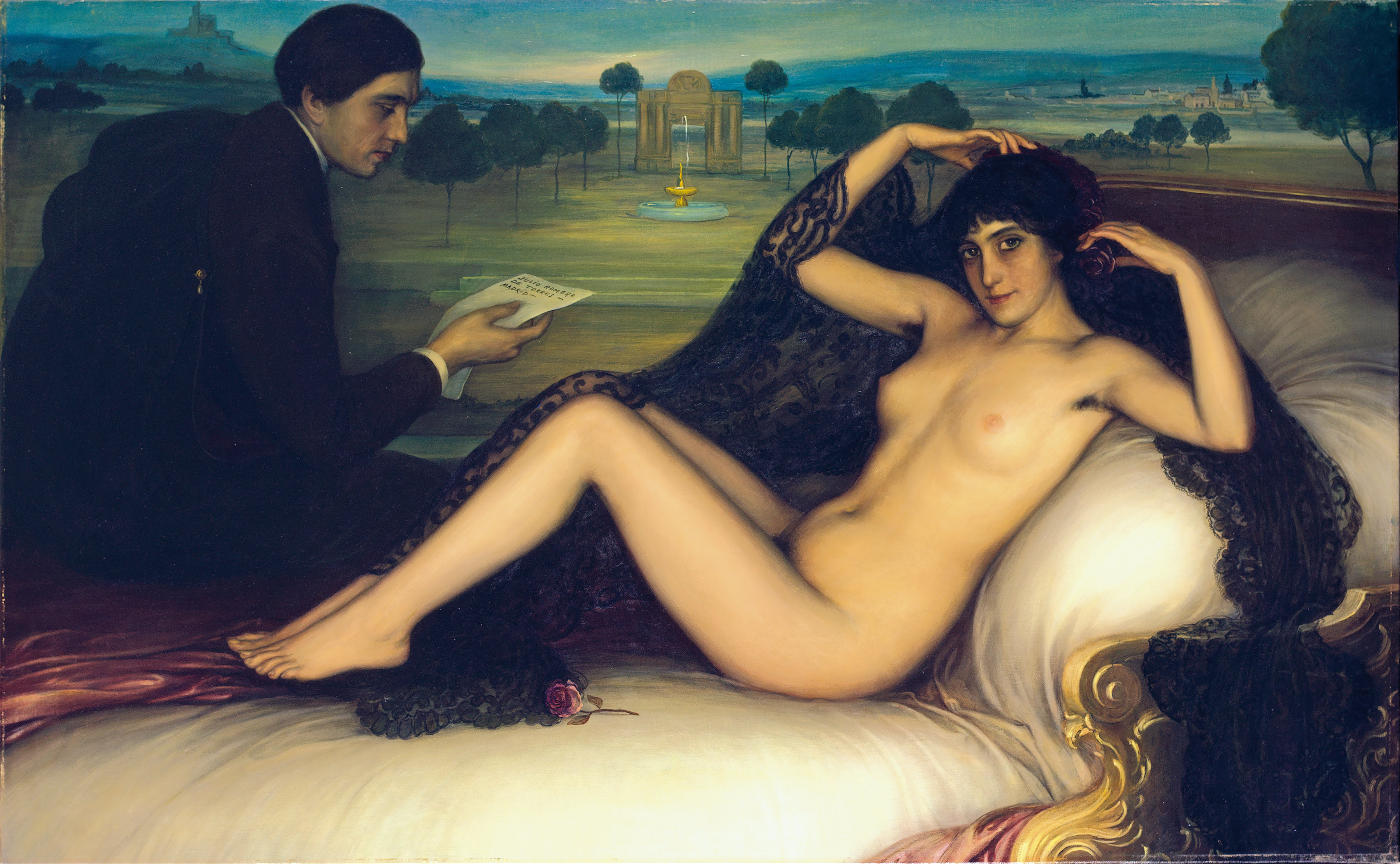
ونوس شعر، نام اثری است از خولیو رومرو دِ تورس، نقاشِ نمادگرای اسپانیایی که در سال ۱۹۱۳ میلادی، خلق شد. اثر، راکوئل ملر، خوانندهٔ مشهور اسپانیایی را به‌شکلِ برهنه و در کنار همسرش انریکه گومس کاریو، شاعر و نویسندهٔ شهیر گواتمالایی به‌تصویر کشیده‌است. این اثر اکنون در امانت موزه هنرهای زیبای بیلبائو قرار دارد.

انریکه گومس کاریو (اسپانیایی: Enrique Gómez Carrillo‎؛ ۲۷ فوریهٔ ۱۸۷۳ – ۲۹ نوامبر ۱۹۲۷) یک نویسنده، روزنامه‌نگار، دیپلمات و منتقد ادبی اهل گواتمالا بود.
موریس مترلینک او را یک همه‌چیزدان واقعی توصیف کرد که زندگی‌اش را در نهایتِ یک کاوشگر، خبرنگار، دوئل‌کننده و مبتلا به سیفلیس زیست.